# Les Quatre Marches
Pour plus de détails, voir Fiche technique et Distribution.
Les Quatre Marches (Τα 4 Σκαλοπάτια, Ta 4 skalopatia) est un film grec réalisé par Giorgos Zervos et sorti en 1951.

## Synopsis
Rena (Ginette Lacage), orpheline, a été recueillie par son oncle. Elle est en butte aux brimades de sa tante et de sa cousine (Anna Kyriakou et Georgía Vassiliádou). Elle s'enfuit à Athènes où elle cherche du travail. N'en trouvant pas, elle se déguise en homme et obtient un poste de chauffeur de taxis. Le fiancé de sa cousine doit renoncer à l'épouser car il est ruiné. Il doit se séparer de la « maison aux quatre marches » dans laquelle il avait prévu de s'installer. Quand il vient une dernière fois dire adieu à son rêve, il retrouve Réna qui l'attend avec les clés, au pied des quatre marches. Elle a acheté la maison, pour eux deux, grâce à son travail et l'héritage de son père.

## Fiche technique
- Titre : Les Quatre Marches
- Titre original : Τα 4 Σκαλοπάτια (Ta 4 skalopatia)
- Réalisation : Giorgos Zervos
- Scénario : Giorgos Asimakopoulos
- Direction artistique :
- Décors : Giorgos Sakellarakis
- Costumes :
- Photographie : Michalis Gaziadis
- Son : Giorgos Niagasas
- Montage : Giorgos Zervos
- Musique : Menelaos Pallantios (el)
- Production : Anzervos
- Pays d'origine :  Grèce
- Langue : grec
- Format : Noir et blanc
- Genre : Comédie
- Durée :
- Dates de sortie : 1951

## Distribution
- Ginette Lacage
- Mímis Fotópoulos
- Anna Kyriakou
- Georgía Vassiliádou